# Jordan Spieth
Jordan Alexander Spieth (né le 27 juillet 1993) est un golfeur professionnel américain du PGA Tour. 
Lors de la saison 2015, il remporte deux des quatre tournois majeurs de golf. Il remporte d'abord le Masters en égalant le record du tournoi de Tiger Woods et devenant le deuxième plus jeune vainqueur du Masters après Woods. Après avoir remporté l'US Open cette même année, il devient numéro 1 mondial. Il termine également quatrième de l'open britannique et deuxième du championnat de la PGA. Spieth termine la saison avec les gains les plus importants et le plus grand nombre de victoires en tournoi du PGA Tour avec 5 victoires.

## Carrière amateur
Jordan Spieth gagne l'US Open amateur en 2009 et 2011, rejoignant Tiger Woods comme seul multiple vainqueur. Il a été numéro 1 au Polo Golf Rankings, classement des meilleurs golfeurs juniors aux États-Unis. Il termine deuxième en 2008 et 2009 du PGA Championship junior. Il est nommé joueur junior de l'année en 2009.
Bénéficiant d'une exemption, il fait ses débuts sur le PGA Tour lors du HP Byron Nelson Championship en 2010. Il est le premier amateur à participer depuis 1995, et le quatrième après Trip Kuehne en 1995, Justin Leonard en 1993 ainsi que Tiger Woods. Il passe le cut, devenant, à ce moment-là, le sixième plus jeune joueur à franchir un cut sur le PGA Tour. Il est septième après trois tours, et finit le tournoi à la seizième place. Il reçoit une autre invitation en 2011, et finit à la 32e place.
Il joue au golf pour les Longhorns de l'université du Texas et à ce titre il est membre de l'équipe de la Walker Cup en 2011, jouant trois des quatre tours. Il gagne ces deux simples et fait égalité lors du foursome.
Lors de sa première année au Texas, il gagne trois tournois. Il aide son équipe à remporter le championnat NCAA, championnat universitaire américain. Il remporte différentes nominations, notamment le titre de meilleur joueur de l'année.
Réserviste lors de l'US Open 2012, il prend le départ de son premier tournoi majeur grâce au forfait de Brandt Snedeker. Il finit 19e et meilleur joueur amateur, ce qui lui permet de devenir numéro 1 mondial au classement amateur. Après ce tournoi, en décembre 2012, à la moitié de sa deuxième saison universitaire, il devient professionnel alors qu'il n'est âgé que de 19 ans.

## Carrière professionnelle

### Saison 2013
Jordan Spieth commence l'année 2013 sur le parcours de Torrey Pines lors du tournoi Farmers Insurance Open, mais ne passe pas le cut. En mars, il passe trois fois le cut, pour signer une deuxième place ex æquo à l'open de Porto Rico ainsi qu'une septième place au Tampa Bay Championship. À la suite de ces performances, il obtient une exemption spéciale pour participer à plus de tournois. En avril, il finit de nouveau dans les dix premiers au RBC Heritage.
Le 14 juillet, environ deux semaines avant son 20e anniversaire, Spieth remporte le John Deere Classic, après trous éliminatoires sur le cinquième trou contre le champion en titre Zach Johnson et David Hearn. Il est devenu le quatrième plus jeune vainqueur du PGA Tour et le plus jeune depuis Ralph Guldahl en 1931.
Grâce à cette victoire, Spieth devient membre du PGA Tour et rentre dans le classement de la FedEx Cup directement à la 11e place. De plus il est automatiquement qualifié pour les trois majeurs suivant, l'US Open et le championnat de la PGA 2013 ainsi que le Masters 2014. Cela lui permet d'atteindre la 59e place mondiale. Cinq semaines après sa première victoire, il échoue en play-off du Wyndham Championship face à Patrick Reed, ce qui lui permet d'être 36e joueur mondial. Il signe une carte de 62 au Deutsche Bank Championship, ce qui lui permet de finir 4e du tournoi et d'atteindre la 28e place mondiale. Deux jours après, le capitaine Fred Couples le sélectionne dans l'équipe des États-Unis pour la Presidents Cup 2013. Le 27 septembre, il est nommé débutant de l'année du PGA Tour. Il finit la saison 10e au classement des gains en tournoi, et 22e au classement mondial.

### Saison 2014
Jordan Spieth fait ses débuts au Masters en 2014. Il est temporairement en tête du tournoi avec deux coups d'avance lors de la première journée de compétition et termine seulement deuxième derrière Bubba Watson. À la fin du troisième tour, il partage la tête du tournoi avec Bubba Watson avant de s'incliner finalement. Il termine le tournoi sans signer de carte au-dessus du par,. Cette performance permet à Spieth de faire partie pour la première fois des dix meilleurs joueurs mondiaux.
Après le championnat de la PGA, il est sélectionné dans l'équipe américaine de la Ryder Cup 2014. Il devient, juste après son 21e anniversaire, le plus jeune américain à jouer cette compétition, et le deuxième plus jeune joueur de l'histoire après Sergio García, joueur européen lors de la Ryder Cup 1999.
En novembre, Spieth gagne son deuxième tournoi lors de l'Emirates Australian Open, tournoi du circuit australien. Lors du dernier jour, il signe une carte de 63, ce qui lui permet de gagner avec 6 coups d'avance. La semaine suivante, il retrouve la victoire lors du Hero World Challenge en Floride. Il gagne en signant le record du tournoi avec 26 coups sous le par.

### Saison 2015
Le 15 mars, il gagne le Valspar Championship après des trous éliminatoires à trois avec Patrick Reed et Sean O'Hair. Il décroche la victoire après le troisième trou de play-off en rentrant un putt de neuf mètres. Cette victoire lui permet d'être classé 6e joueur mondial. Spieth est le quatrième joueur à remporter au moins deux tournois de la PGA Tour avant l'âge de 22 ans, après Tiger Woods, Sergio García et Robert Gamez.
Il finit 2e au Valero Texas Open, ce qui lui permet de continuer sa progression au classement mondial et d'atteindre la 4e place. La semaine suivante, il perd en play-off au Shell Houston Open, après avoir mené après trois tours. Rejoint par Johnson Wagner et J.B. Holmes en tête du classement, il est éliminé dès le premier trou de ce play-off remporté par J.B. Holmes.

#### Masters 2015
Le 9 avril, lors du premier jour du Masters 2015 à Augusta, il signe une carte de 64, soit 8 sous le par, à un coup seulement du record du parcours détenu conjointement par Nick Price en 1986 et Greg Norman en 1996. Cela lui permet de prendre la tête du tournoi avec 3 coups d'avance et de devenir le plus jeune joueur à mener après la première journée,. Il marque 66 le lendemain et bat le record du parcours après 36 trous avec un score de -14. Le précédent record, établi par Raymond Floyd en 1976, était de -13. Le lendemain il bat de nouveau un record, celui du score le plus bas après la 3e journée avec un score de -16. Il termine le tournoi en égalant le record établi par Tiger Woods en 1997 avec un score de -18. Avec 28 birdies, il bat le record de birdies pour un Masters, et devient le deuxième plus jeune vainqueur du Masters. Il est le premier à mener ce majeur de bout en bout depuis Raymond Floyd en 1976,.

#### US Open 2015
Le 21 juin 2015, il décroche le 115e US Open et devient le premier joueur depuis Tiger Woods à remporter les deux premiers tournois du Grand Chelem (Masters d'Augusta et US Open) de l'année, c'est aussi le 6e joueur de l'histoire à gagner ces deux grands tournois la même année.

#### USPGA 2015
Le 16 août 2015 il termine à la 2e place de l'USPGA derrière l'Australien Jason Day avec un score de -17 soit à trois coups derrière le leader, cette deuxième place lui permet néanmoins de devenir pour la première fois le numéro un mondial à seulement 22 ans.

#### Fin de saison
Sa saison lui permet de se qualifier facilement pour jouer les play-off de la FedEx Cup. À cette occasion il remporte sa 5e victoire de la saison lors du The Tour Championship, dernier tournoi des play-off, ce qui lui permet de remporter la FedEx Cup 2015 et de reprendre la place de numéro un mondial.
Il est sélectionné dans l'équipe américaine de Presidents Cup pour la deuxième fois consécutive.

### Saison 2016
Il commence l'année 2016 par une victoire au Tournoi des champions Hyundai.

#### Masters 2016
Il termine 2e du masters 2016 (en compagnie de Lee Westwood) derrière le vainqueur Danny Willett.
Alors qu'il avait dominé ce premier Majeur 2016 depuis la première journée il perd la tête du tournoi au trou numéro 12 en faisant un quadruple bogey sur ce par 3 très compliqué en essayant de l'attaquer pour pouvoir effacer ses 2 bogeys précédents des trous 10 et 11. En perdant 6 coups sur l'Amen Corner (les trous du retour 10,11 et 12) il perd définitivement le tournoi en laissant l'anglais Danny Willett remporter son premier Masters pour sa première participation.

#### Reste de l'année
En mai, il remporte le Dean & Deluca Invitational, et en novembre sur le PGA d'Australie il remporte une deuxième fois l'Open d'Australie.
Il est sélectionné dans l'équipe américaine de Ryder Cup pour la deuxième fois consécutive. L'équipe des États-Unis remporte la victoire 17 à 11.

### Saison 2017
Il remporte en février l'AT&T Pro-Am, tournoi mêlant professionnel et amateur joué sur différents parcours, le dernier tour étant disputé sur le Pebble Beach Golf Links. Il remporte une seconde victoire en juin lors du Travelers Championship, en battant en playoff Daniel Berger. En juillet, il remporte son 3e majeur à l'Open Britannique sur le parcours du Royal Birksdale Golf Club.

## Victoires professionnelles (15)

### PGA Tour (12)
| N° | Dates             | Tournoi                         | Score           | Au par | Deuxième                             | Écart de victoire |
| -- | ----------------- | ------------------------------- | --------------- | ------ | ------------------------------------ | ----------------- |
| 1  | 14 juillet 2013   | John Deere Classic              | 70-65-65-65=265 | −19    | David Hearn Zach Johnson             | Play-offs         |
| 2  | 15 mars 2015      | Valspar Championship            | 70-67-68-69=274 | −10    | Sean O'Hair Patrick Reed             | Play-offs         |
| 3  | 12 avril 2015     | Masters de golf                 | 64-66-70-70=270 | −18    | Phil Mickelson Justin Rose           | 4 coups           |
| 4  | 21 juin 2015      | US Open de golf                 | 68-67-71-69=275 | −5     | Dustin Johnson Louis Oosthuizen      | 1 coup            |
| 5  | 12 juillet 2015   | John Deere Classic              | 71-64-61-68=264 | −20    | Tom Gillis                           | Play-offs         |
| 6  | 27 septembre 2015 | The Tour Championship           | 68-66-68-69=271 | −9     | Danny Lee Justin Rose Henrik Stenson | 4 coups           |
| 7  | 10 janvier 2016   | Hyundai Tournament of Champions | 66-64-65-67=262 | −30    | Patrick Reed                         | 8 coups           |
| 8  | 29 mai 2016       | Dean & Deluca Invitational      | 67-66-65-65=263 | −17    | Harris English                       | 3 coups           |
| 9  | 12 février 2017   | AT&T Pro-Am                     | 68-65-65-70=268 | −19    | Kelly Kraft                          | 4 coups           |
| 10 | 25 juin 2017      | Travelers Championship          | 63-69-66-70=268 | −12    | Daniel Berger                        | Play-offs         |
| 11 | 23 juillet 2017   | Open britannique                | 65-69-65-69=268 | −12    | Matt Kuchar                          | 3 coups           |
| 12 | 4 avril 2021      | Valero Texas Open               | 67-70-67-66=270 | −18    | Charley Hoffman                      | 2 coups           |

Play-off sur le PGA Tour (4–3)
| N° | Année | Tournoi                | Adversaire(s)               | Résultat                               |
| -- | ----- | ---------------------- | --------------------------- | -------------------------------------- |
| 1  | 2013  | John Deere Classic     | David Hearn Zach Johnson    | Victoire après 5 trous                 |
| 2  | 2013  | Wyndham Championship   | Patrick Reed                | Défaite après 2 trous                  |
| 3  | 2015  | Valspar Championship   | Sean O'Hair Patrick Reed    | Victoire après 3 trous                 |
| 4  | 2015  | Shell Houston Open     | J. B. Holmes Johnson Wagner | 2 trous joués, éliminé au premier trou |
| 5  | 2015  | John Deere Classic     | Tom Gillis                  | Victoire après 2 trous                 |
| 6  | 2017  | Travelers Championship | Daniel Berger               | Victoire après 1 trou                  |
| 7  | 2017  | The Northern Trust     | Dustin Johnson              | Défaite après un trou                  |

### Circuit PGA d'Australasie (2)
| N° | Date             | Tournoi                  | Score           | Au par | Écart de victoire | Finaliste                 |
| -- | ---------------- | ------------------------ | --------------- | ------ | ----------------- | ------------------------- |
| 1  | 30 novembre 2014 | Emirates Australian Open | 67-72-69-63=271 | −13    | 6 coups           | Rod Pampling              |
| 2  | 20 novembre 2016 | Emirates Australian Open | 69-70-68-69=276 | −12    | Play-offs         | Ashley Hall Caremon Smith |

### Autres victoires: (1)
- 2014 : Hero World Challenge

## Sélection en équipe nationale
Amateur
- Walker Cup : 2011

Professionnel
- Presidents Cup : 2013 (vainqueur), 2015
- Ryder Cup : 2014, 2016, 2018, 2023